# Winston S. Churchill
Die USS Winston S. Churchill (DDG-81) ist ein Zerstörer der United States Navy und gehört der Arleigh-Burke-Klasse an.

## Geschichte

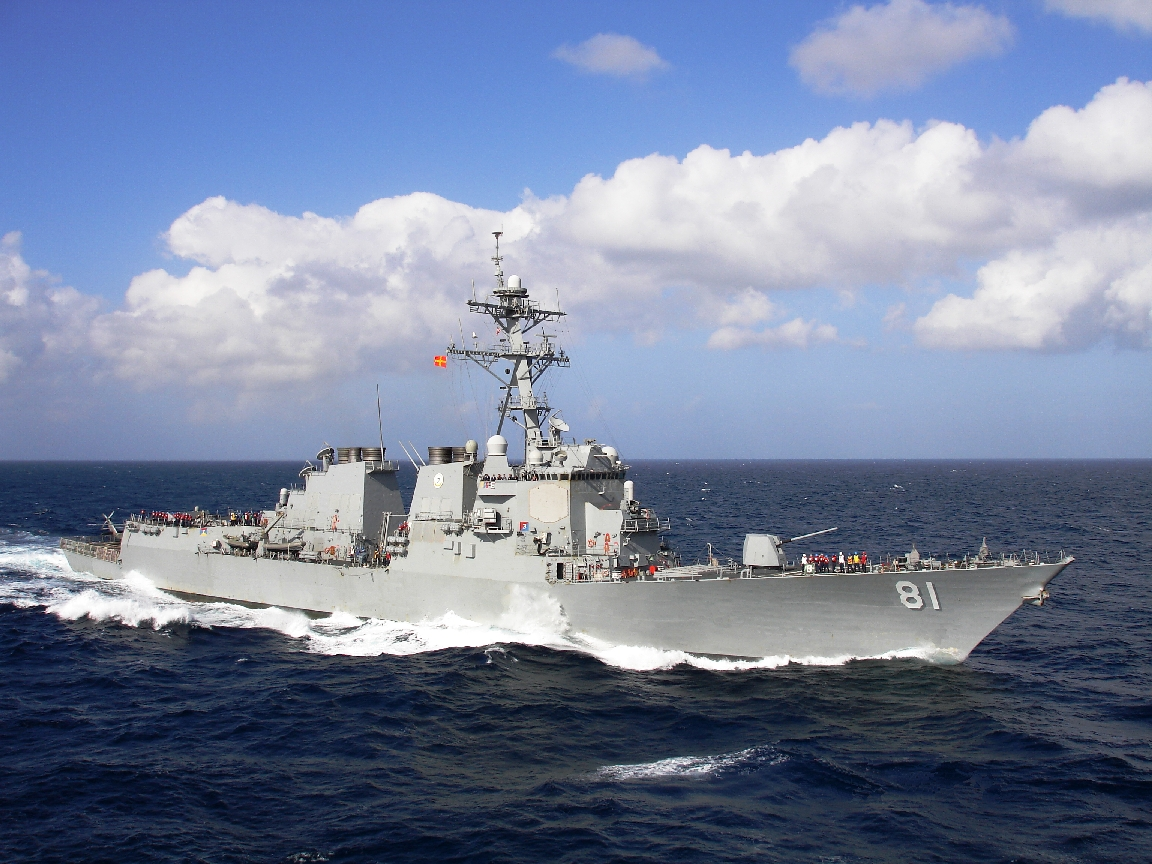
Die USS Winston S. Churchill auf hoher See

Die Winston S. Churchill wurde 1998 bei Bath Iron Works auf Kiel gelegt und im April 1999 vom Stapel gelassen. Die Einheit wurde 2001 bei der US Navy in Dienst gestellt.
Das Schiff ist nach Winston Churchill benannt und von Lady Soames, der Tochter Churchills, getauft. Das Schiff ist (Stand 2006) das einzige bei der US Navy in Dienst stehende Schiff, das nach einem ausländischen Staatsbürger benannt ist (auch wenn Churchill die amerikanische Ehrenbürgerwürde zuteilwurde). Außerdem ist das Schiff erst das vierte amerikanische Kriegsschiff, das nach einem Engländer benannt wurde. Zudem ist die Churchill das einzige US-amerikanische Kriegsschiff, auf dem permanent ein Offizier der Royal Navy abgestellt ist.
Am 14. September 2001, drei Tage nach den Terroranschlägen am 11. September 2001 in den USA, passierte der deutsche Zerstörer Lütjens die Churchill und erwies den Amerikanern mit einer Front die Ehre. Außerdem wurden die Stars and Stripes auf halbmast geführt und ein Transparent mit der Aufschrift We stand by you gezeigt.
Am 22. August 2005 kollidierte die Churchill mit ihrem Schwesterschiff McFaul vor Florida, wobei beide Schiffe nur leicht beschädigt wurden.
Ende 2005 brach die Churchill mit der Nassau im Rahmen einer Expeditionary Strike Group aus Norfolk Richtung Osten auf. Am 22. Januar 2006 brachte die Churchill im Indischen Ozean ein Piratenschiff auf, am 2. Mai 2006 war die Fahrt beendet. Im November 2007 brach die Churchill wiederum in diese Regionen auf, diesmal als Teil der Kampfgruppe um den Flugzeugträger Harry S. Truman. 2010 folgte eine weitere Verlegung an der Seite der Truman. Auf dieser Fahrt fand die Crew der Churchill ein Skiff mit 85 Somalis an Bord, die den Jemen erreichen wollten. Nach einem Maschinenschaden trieb das Skiff, während Wasser und Nahrung an Bord zuneige gingen. Mit Festrumpfschlauchbooten brachten Soldaten Versorgungsmittel an Bord, konnten den Motor jedoch nicht reparieren. Die Crew entschied daraufhin, das Skiff wieder nach Somalia zu schleppen. Als nach einigen Stunden ein weiteres Schlauchboot Nahrung zum Skiff brachte, stürmten die Somalis alle auf eine Seite, woraufhin das Skiff kenterte. Die beiden Schlauchboote retteten 61 Personen aus dem Wasser, 13 ertranken, 11 weitere wurden als vermisst geführt.
Im Juni 2012 wurde die Churchill an der Seite des Flugzeugträgers Dwight D. Eisenhower ins Mittelmeer und in arabische Gewässer verlegt.
Am 14. August 2023 ereignete sich an Bord des Schiffes, während es an der Pier der Naval Station Mayport (Jacksonville (Florida)) lag, ein Brand. Das Feuer konnte mit bordeigenen Mitteln rasch gelöscht werden, aber fünf Besatzungsangehörige erlitten dabei Verletzungen, wobei zwei Personen Rauchgasvergiftungen erlitten. Die genaue Brandursache wird aktuell noch untersucht.

## Trivia
Traditionell wird der Posten des Navigators an Bord der Churchill von einem Offizier der Royal Navy besetzt, um die Verbundenheit zwischen den Seestreitkräften der USA und des Vereinigten Königreichs zu zeigen.